# 蘇利奇夫卡
51°43′44″N 31°3′38″E / 51.72889°N 31.06056°E
蘇利奇夫卡（烏克蘭語：Суличівка），是烏克蘭北部的村莊，隸屬切爾尼希夫州的切爾尼希夫區。該村始建於1662年，面積2.17平方公里，海拔高度148米，人口100，人口密度每平方公里140.6人。